# Narrenmutter

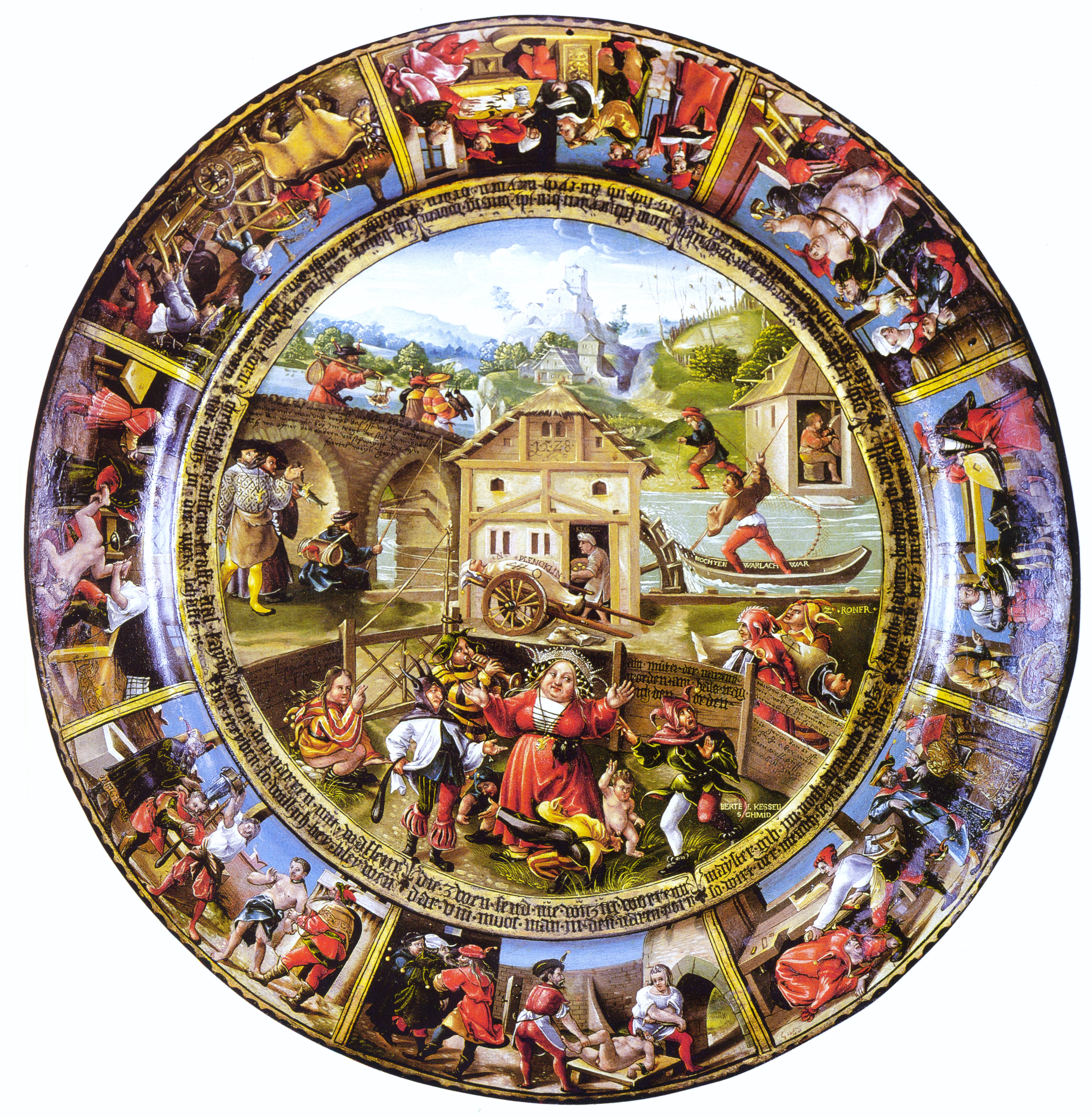
Ambraser Zierteller 1528, Innsbruck Schloss Ambras

Die Narrenmutter ist eine Figur der schwäbisch-alemannischen Fastnacht.

## Geschichte
Die Figur der Narrenmutter stammt bereits aus dem Mittelalter und war ursprünglich durch Eva inspiriert, welche die Narrheit bzw. die Gottesferne über die Menschen gebracht haben soll. Auf dem Ambraser Zierteller von 1528 wird die Narrenmutter zusammen mit ihren sieben Söhnen dargestellt, die wahrscheinlich für die sieben Hauptsünden stehen. Alle, auch die Mutter, tragen eine Narrenkappe und verfügen über weitere Narrenattribute. Auf einer Darstellung von 1703 auf einer Kirchstuhlwange im Heiligkreuz-Münster in Rottweil füttert die Narrenmutter ihr Kind. Beide haben eine Narrenkappe.
Die Narrenmutter wurde zunächst in Frankreich in die Fastnacht integriert. So gab es närrische Gesellschaften, an deren Spitze eine mère folle stand. Berühmtes Beispiel ist die Infanterie Dijonnaise aus Dijon, die bereits 1454 existierte und eine Narrenmutter auf der Vorderseite ihrer Fahne zeigte.
Diese negative Bedeutung der Narrenmutter findet sich heute noch in der Figur der Narrönin in Lauffenburg, die ein Flecklehäs, eine lächelnde Glattlarve und einen roten Schirm trägt. Diese Figur, die wahrscheinlich die älteste Narrenmutter-Gestalt Südwestdeutschlands ist, wird als so negativ empfunden, dass kein Mitglied der Zunft dies Häs trägt, sondern immer ein Mann von außerhalb der Zunft, ein sogenannter Freund der Zunft.

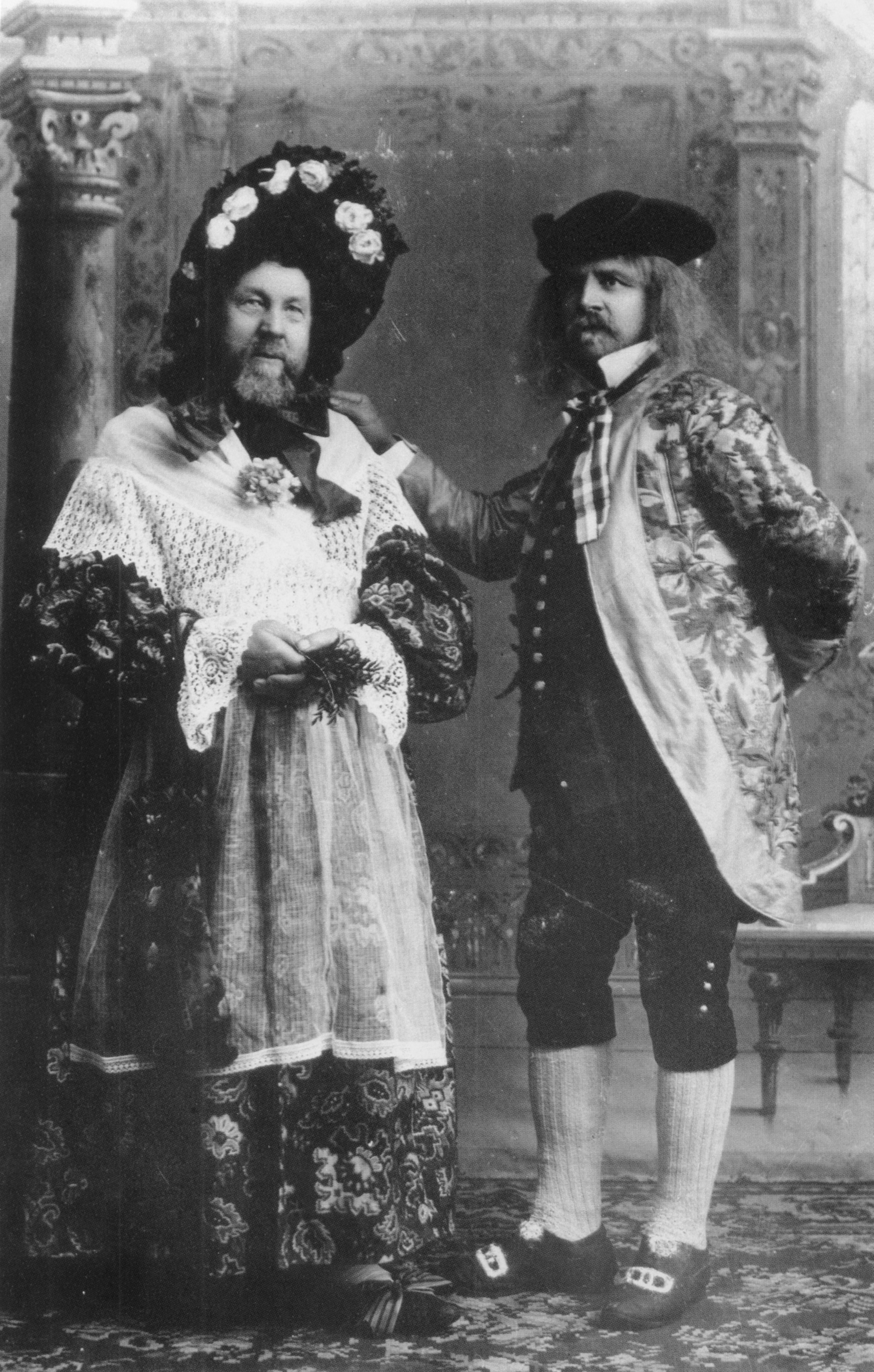
Überlinger Narreneltern 1880

## Aktuelle Situation
Narrenmütter gibt es heute insbesondere rund um den Bodensee, aber auch darüber hinaus haben einige Zünfte eine Narrenmutter, die heutzutage allerdings zumeist eine eher positive mütterliche Ausstrahlung hat. Oft wird sie, insbesondere am Bodensee, von einem Narrenvater begleitet. Beide tragen bürgerliche Kleidung aus dem 18. oder 19. Jahrhundert ohne Masken und haben eher repräsentative Aufgaben. In den Orten, in denen die Narrenmutter durch eine Frau dargestellt wird, hat diese oft die Aufgabe, sich um den Narrennachwuchs, den Narrensamen zu kümmern. Oft besucht sie Schulen, um den Kindern die Fastnacht näher zu bringen. Oder sie hat die Aufgabe, auf die Kinder der Narren während des Umzugs aufzupassen. Wird die Narrenmutter dagegen von einem Mann dargestellt, stellt sie eine eher komische Figur dar. So werden zum Beispiel in Überlingen Narrenmutter und Narrenvater beide durch Männer dargestellt und beim Umzug in einer Chaise gefahren, wobei sie huldvoll das Narrenvolk grüßen und Gaben ans Volk verteilen.
Narrenmütter gibt es innerhalb der VSAN auch in Engen, Lindau, Offenburg, Pfullendorf, Markdorf und in Bad Cannstatt.

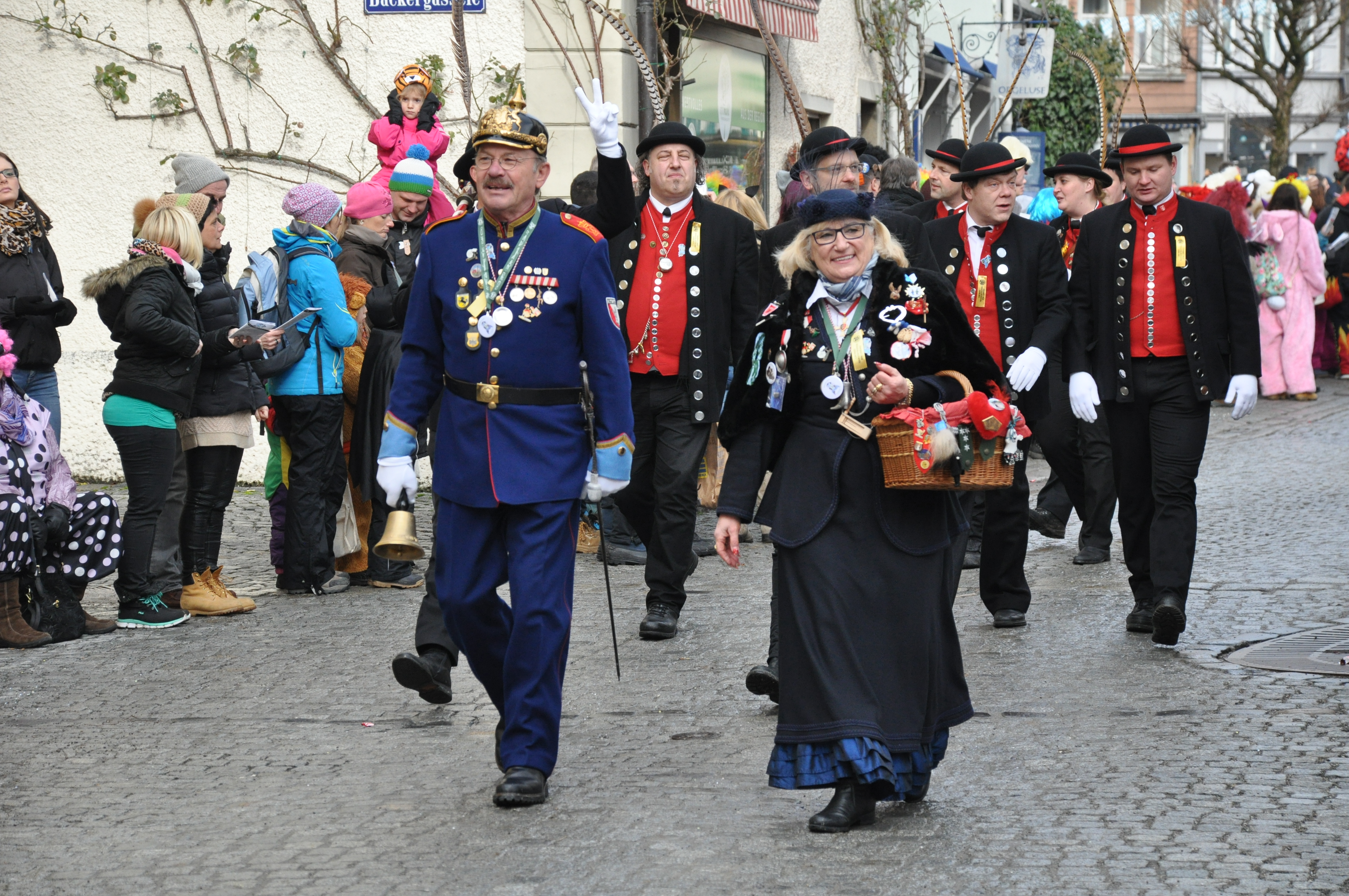
Narrenmutter der Cannstatter Kübler 2016